# Discoglossus pictus
El sapillo pintojo mediterráneo (Discoglossus pictus), o granota pintada en catalán, es un anfibio anuro de la familia Alytidae.

## Distribución
En Sicilia y Malta es autóctona y se distribuye desde el nivel del mar hasta 1500 m s. n. m.. Estos ejemplares corresponden a la subespecie nominal Discoglossus pictus pictus
Los ejemplares del norte de Argelia y Túnez (Discoglossus pictus auritus) se distribuyen en la zona costera hasta la zona fronteriza con Marruecos desde el nivel del mar hasta una altura de 500 m s. n. m., aunque normalmente se encuentra por debajo de los 100 m.s.n.m.
En España habita solamente en el norte de Cataluña, donde tiene poblaciones estables en el Alto y Bajo Ampurdán, el Gironés, la Selva y el Pla de l'Estany, aunque ocasionalmente parece ser que ha sido visto en otros lugares que pueden se atribuidos a errores de identificación o a liberaciones de ejemplares bien de forma voluntaria o fortuita. En el resto de la Península no se conocen poblaciones estables.
Los ejemplares del noreste de España y del sur de Francia se consideran introducidos a partir de ejemplares de la costa argelina en el siglo XIX por lo tanto se incluyen en la subespecie Discoglossus pictus auritus.
La antigua subespecie Discoglossus pictus scovazzi que se distribuye por Marruecos se considera actualmente una especie separada.

## Hábitat
Se encuentra en una amplia variedad de hábitats mediterráneos, desde áreas abiertas, zonas costeras arenosas, pastos, cultivos y bosques. Abundan en zonas con vegetación densa cerca de cuerpos de agua, a veces se encuentran en aguas salobres. En Sicilia, aprovecha los canales y otras instalaciones de riego.

## Amenazas
La población de Sicilia se encuentra amenazada en las zonas donde se abandona el aprovechamiento tradicional de las tierras agrícolas, como por ejemplo, la urbanización.
En Malta, la amenaza principal es el abuso de extracción de agua de acuíferos.
En España y Francia las poblaciones están en franca expansión.

## Publicación original
- Otth, 1837 : Beschreibung einer neuen europäischen Froschgattung, Discoglossus. Neue Denkschriften der Allgemeinen Schweizerischen Gesellschaft für die Gesammten Naturwissenschaften, vol. 1, p.1-8.